# Shōgo Kobara
Shōgo Kobara (jap. 小原章吾 Kobara Shōgo; ur. 2 listopada 1982) – japoński piłkarz występujący na pozycji obrońcy.

## Kariera klubowa
Od 2001 do 2013 roku występował w klubach Yokohama F. Marinos, Vegalta Sendai, Montedio Yamagata, Ehime FC i Avispa Fukuoka.